# Andy Black
Pour les articles homonymes, voir Black.
Andrew « Andy » Black (né le 23 décembre 1917 à Stirling en Écosse et mort le 16 octobre 1989) était un joueur de football écossais.

## Palmarès
Heart of Midlothian FC
- Vice-champion du Championnat d'Écosse de football (1) :
  - 1938.
- Meilleur buteur du Championnat d'Écosse de football (1) :
  - 1938: 40 buts.

Manchester City FC
- Champion du Championnat d'Angleterre de football D2 (1) :
  - 1947.